# Де Ласло, Филип
Филипп Алексис де Ласло (англ. Philip Alexius de László), по-венгерски Фюлоп Элек Ласло (Лауб) (венг. Laub Fülöp Elek; 30 апреля 1869, Будапешт — 22 ноября 1937, Хампстед) — художник-портретист венгерско-еврейского происхождения, прославившийся многочисленными портретами европейской аристократии и членов монархических фамилий (при жизни его называли «последним придворным портретистом»).

## Биография
Филипп был старшим сыном еврейского ткача Адольфа Лауба (1842—1904) и его супруги Иоганны Голдрейх (1843—1915). В 1891 году его семья сменила фамилию Laub на László.
В молодые годы занимался фотографией и начал обучаться живописи, поступив в венгерскую Национальную академию искусств, где его наставниками оказались известные художники Берталан Секей и Карой Лотц. Позже продолжил обучение в Мюнхене и Париже. Портрет папы Льва XIII кисти Ласло был удостоен большой золотой медали на парижской Всемирной выставке 1900 года.

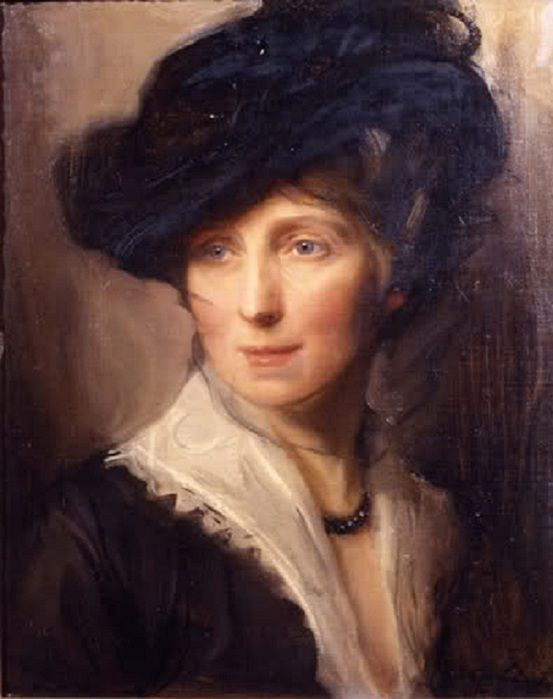
Филип де Ласло. Портрет жены

В 1900 году Ласло женился на Люси Мэделин Гиннесс (Lucy Madeleine Guinness), представительнице богатого и древнего ирландского рода Гиннессов. Впервые они встретились в Мюнхене в 1892 году, но несколько лет им было запрещено видеться друг с другом. Дружеские и семейные связи Люси, без сомнения, способствовали упрочению репутации её мужа и получению им заказов. У пары родились шестеро детей, большинство из которых сочетались браками с членами аристократических британских родов.
В 1903 году Ласло переехал из Будапешта в Вену, а в 1907 году перебрался в Англию. Лондон оставался его домом до конца жизни, хотя художник чрезвычайно много путешествовал по миру для выполнения заказов.
Удостоился огромного числа почестей и наград. В 1909 году стал членом королевского Викторианского ордена, которым наградил его Эдуард VII, а его преемник, король Георг V, посвятил Ласло в рыцари. В 1912 году Филипп Ласло получил дворянство от Франца Иосифа I, императора Австрии и короля Венгрии. Фамилия художника стала отныне László de Lombos, в обиходе же он предпочел пользоваться прежней (1891 года) фамилией, облагородив её приставкой «де». Следует отметить, что в ряде прижизненных немецкоязычных биографий художника он фигурирует с приставкой von (буквально соответствующей французской приставке de).
Ласло стал подданным Великобритании в 1914 году, но — несмотря на это — в конце Первой мировой войны был интернирован (1917—1918 годы).
Сердечный приступ случился у него в 1936 году, в течение этого года за ним последовал ещё один, и художник скончался в своём доме в Хэмпстеде.

## Галерея

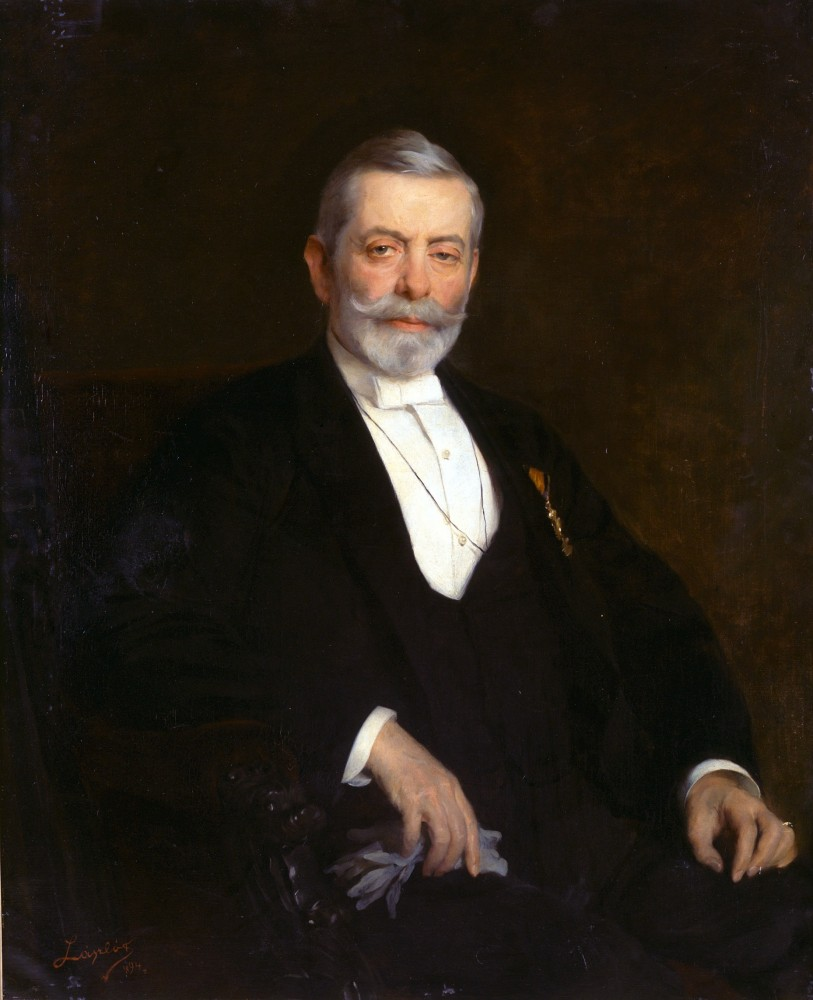
Архитектор Игнац Вексельман, 1894
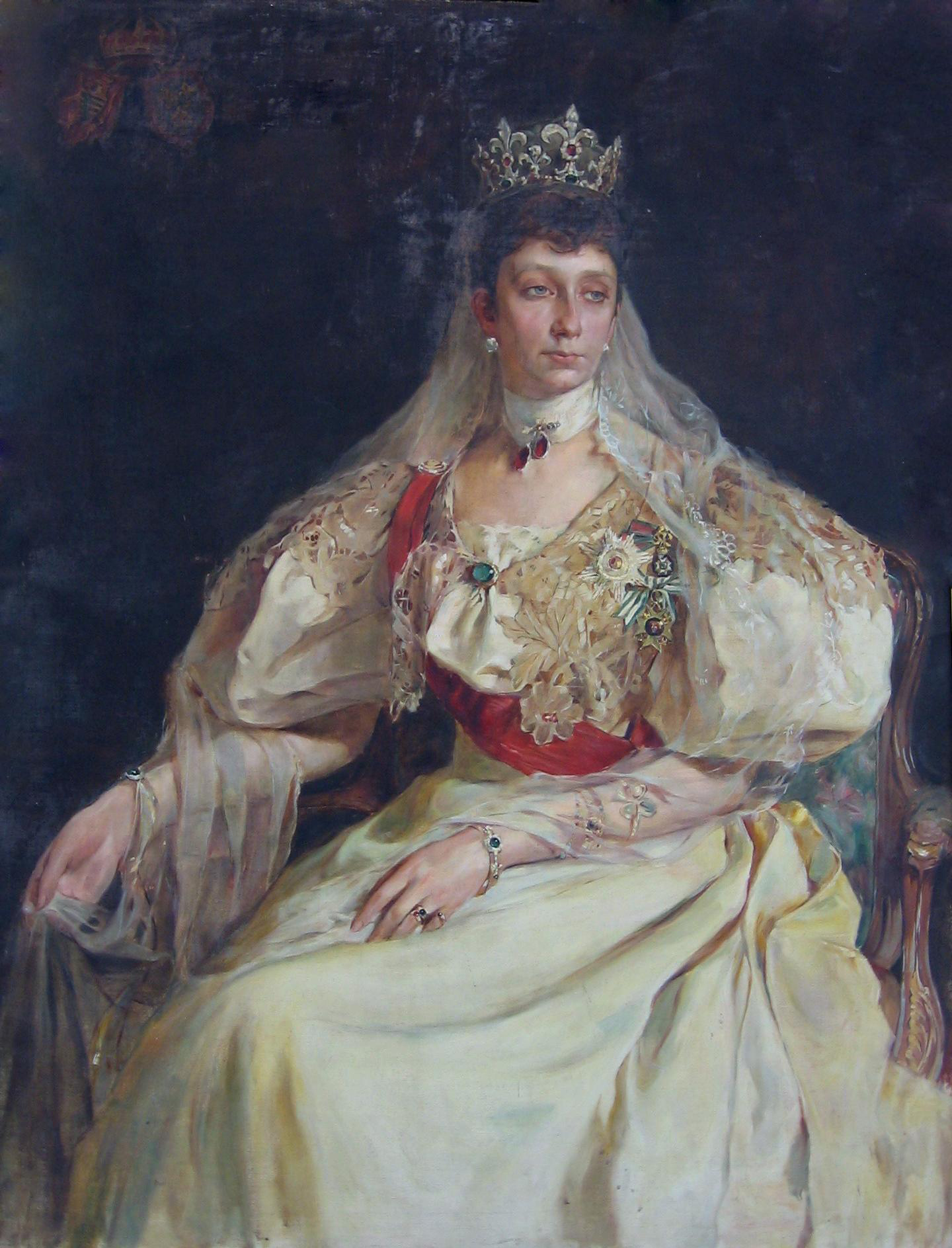
Мария Луиза Бурбон-Пармская, княгиня Болгарии, до 1899
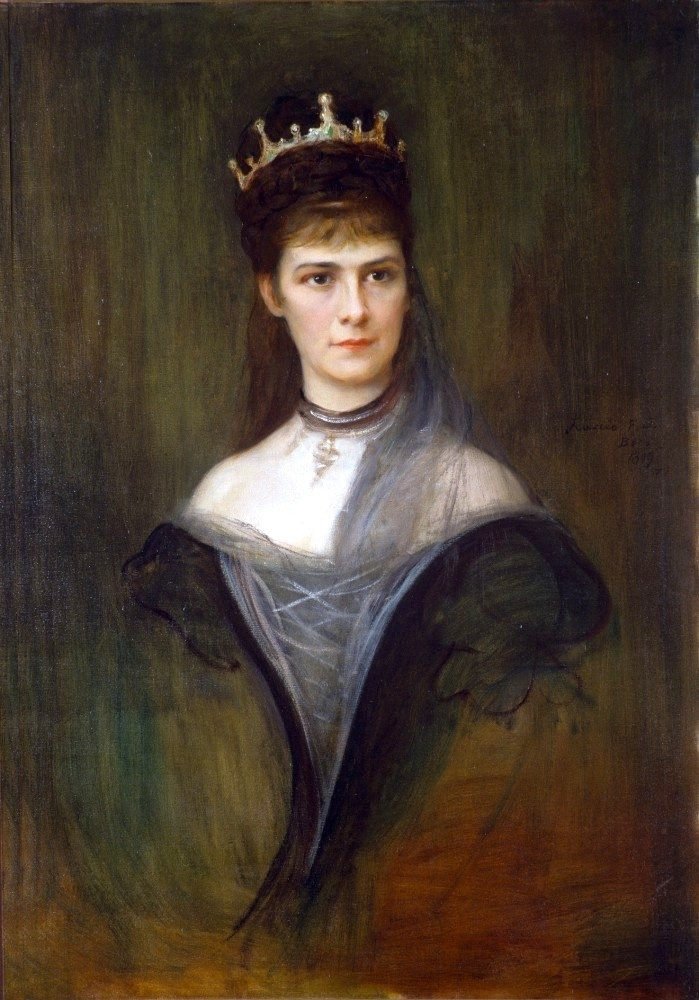
Австро-венгерская императрица Елизавета Баварская, 1899
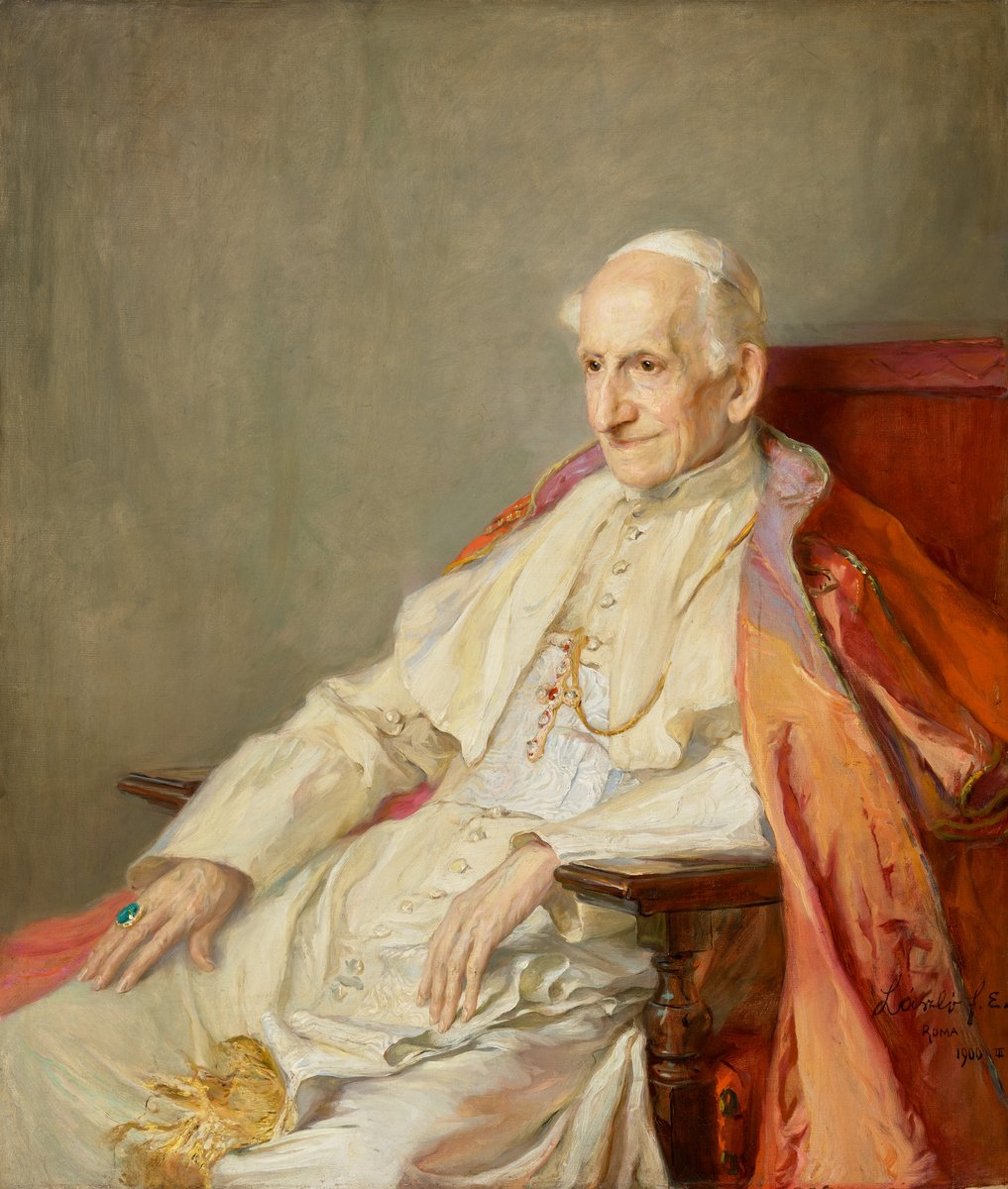
Папа римский Лев XIII, 1900
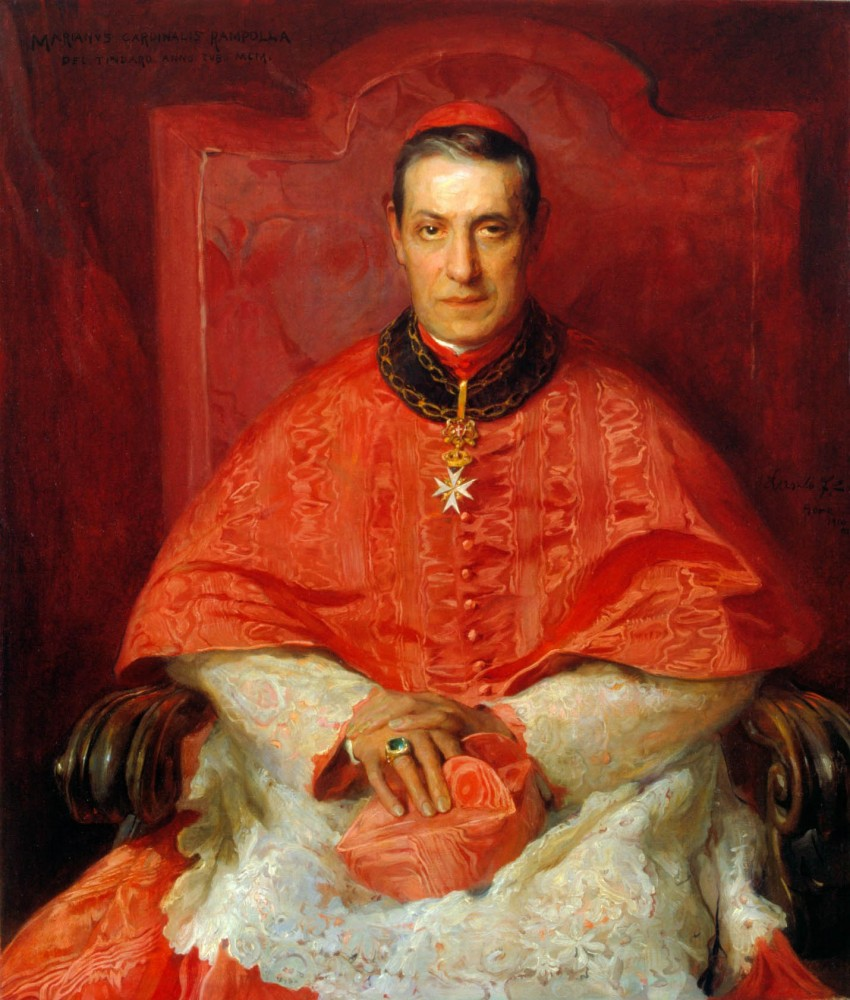
Кардинал Мариано Рамполла, 1900
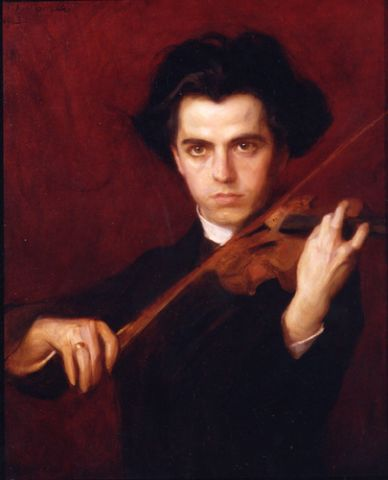
Скрипач Ян Кубелик, 1903
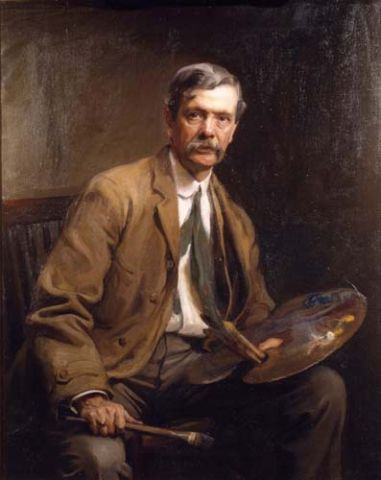
Художник сэр Альфред Ист, 1907
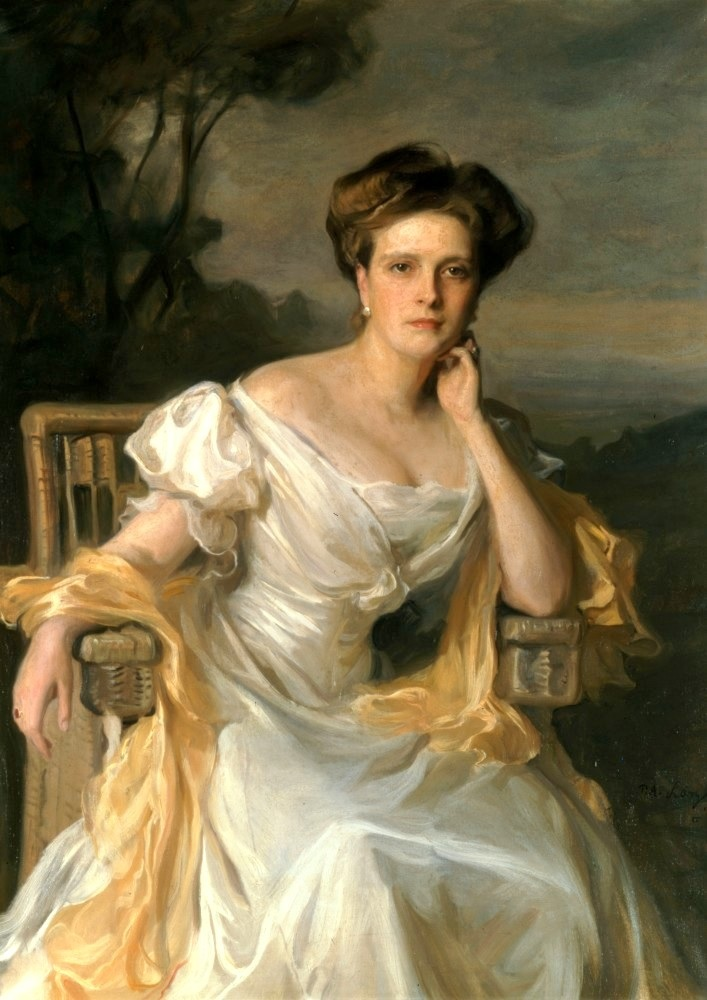
Алиса Баттенберг, принцесса греческая и датская, 1907
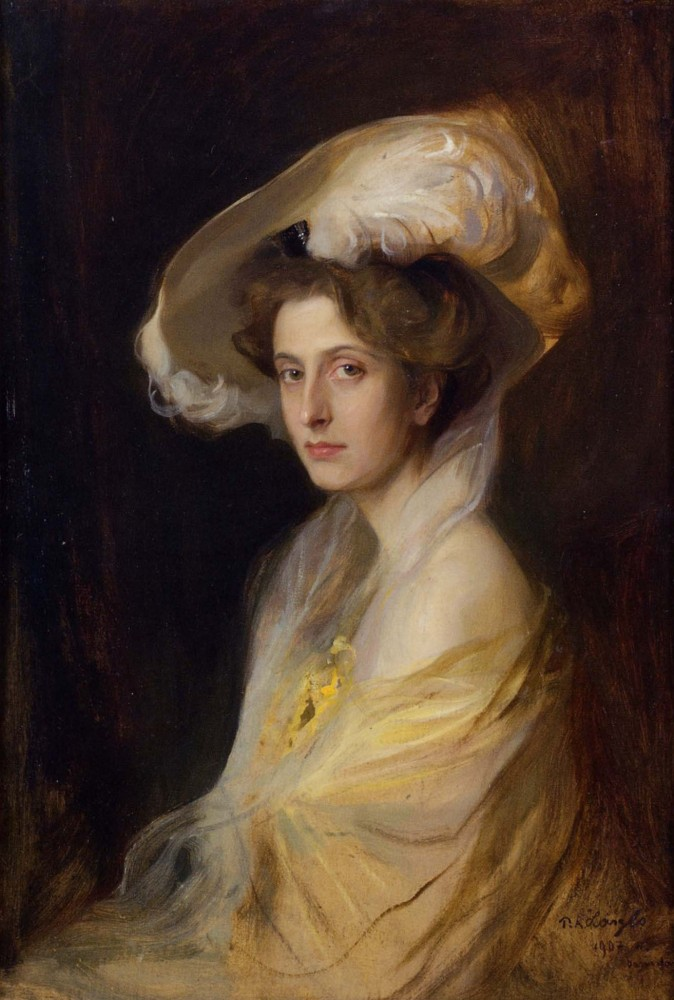
Луиза Маунтбеттен, впоследствии королева Швеции, 1907
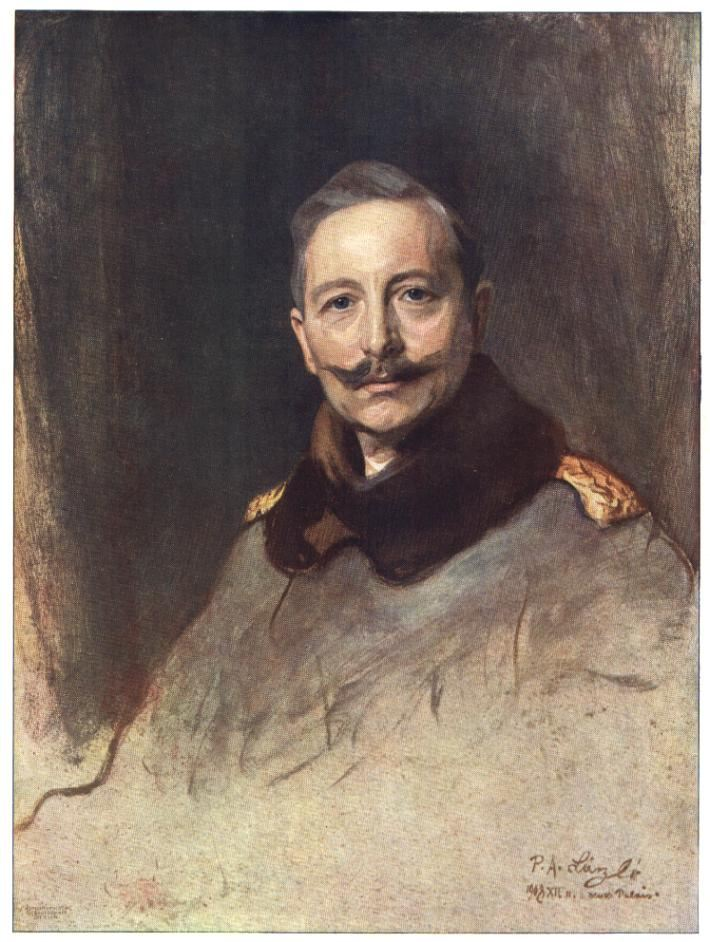
Император Вильгельм II, 1908
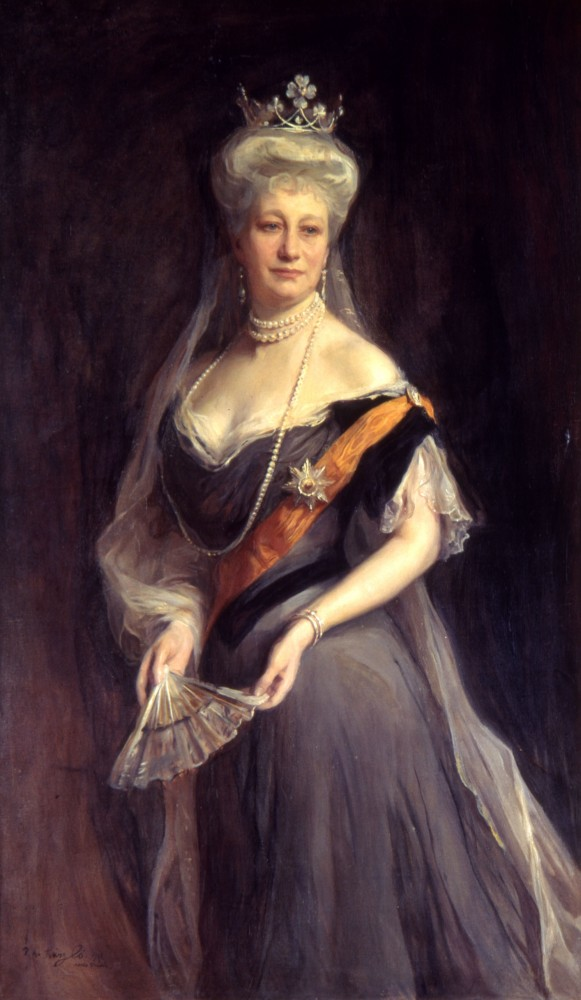
Августа Виктория, германская императрица, 1908
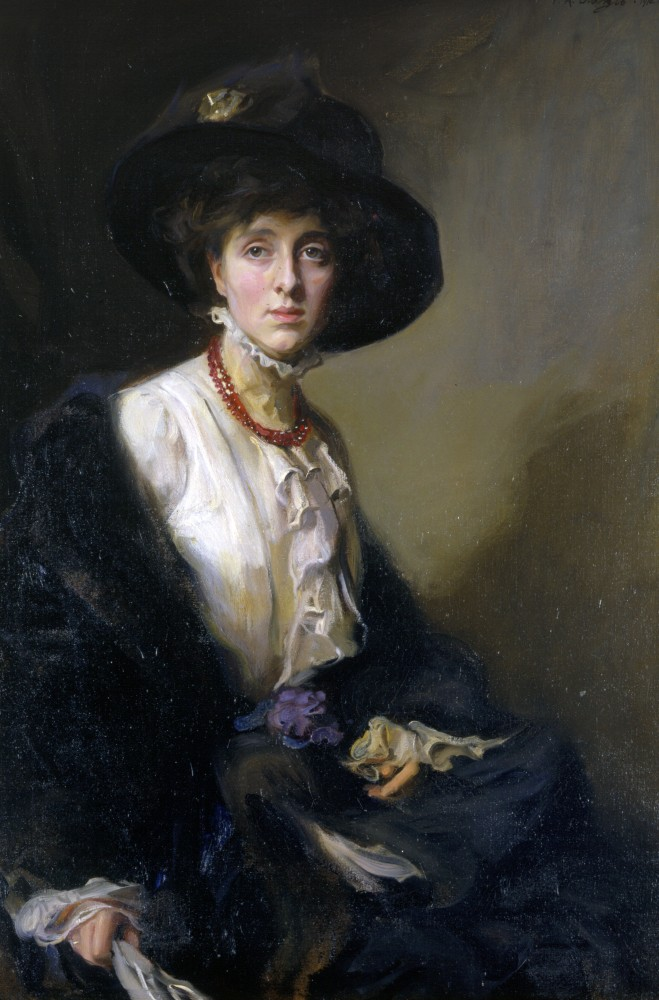
Писательница Вита Сэквилл-Уэст, 1910
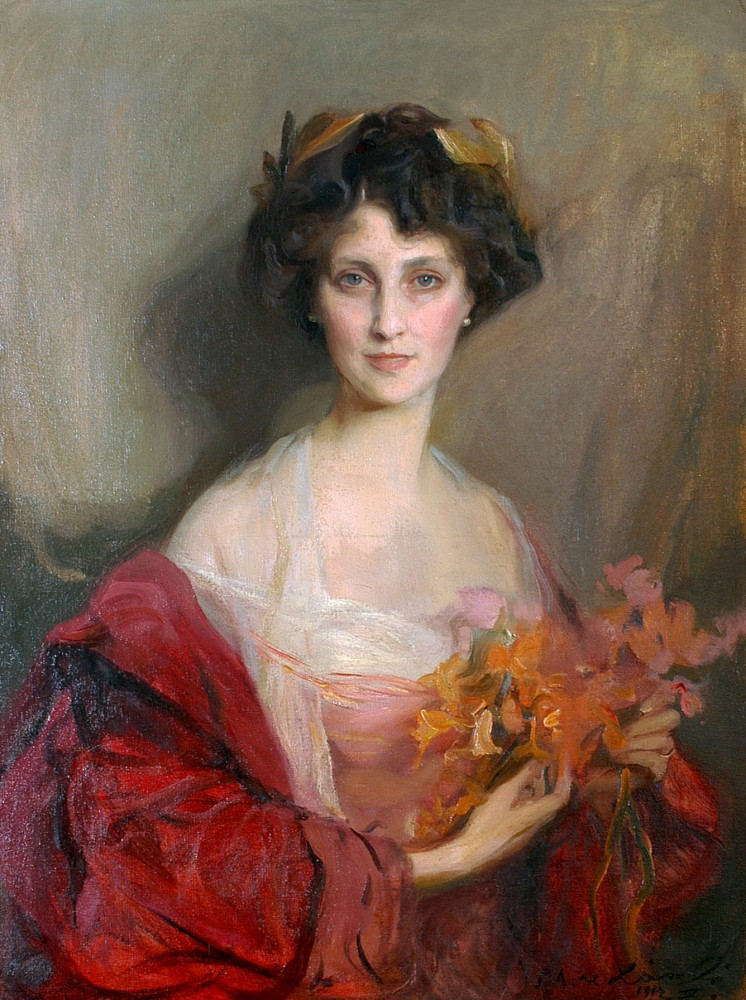
Уинифред Анна Даллас-Йорк, графиня Портленд и первый президент Королевского общества защиты птиц, 1912
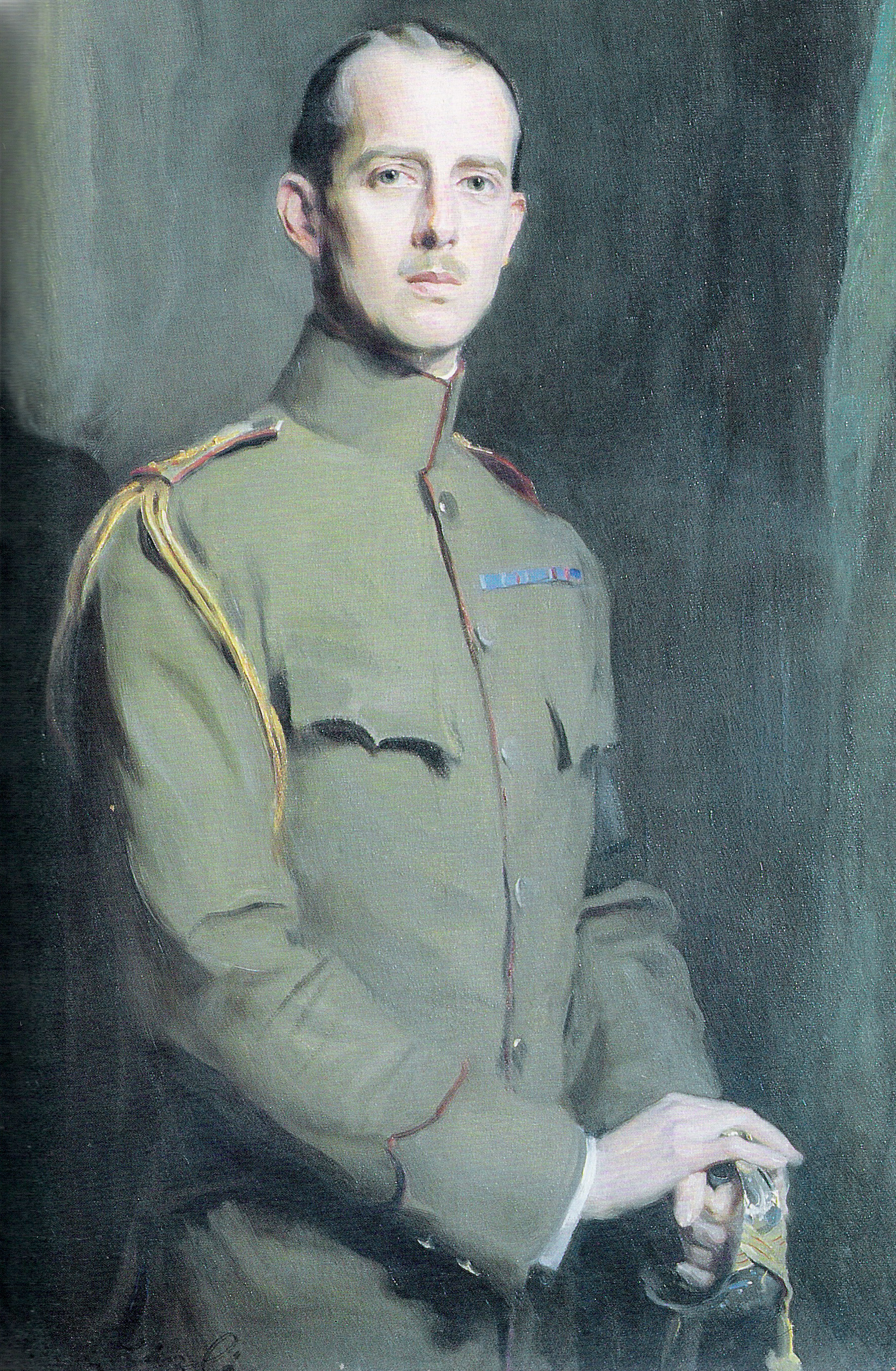
Андрей Георгиевич, принц Греции, 1913
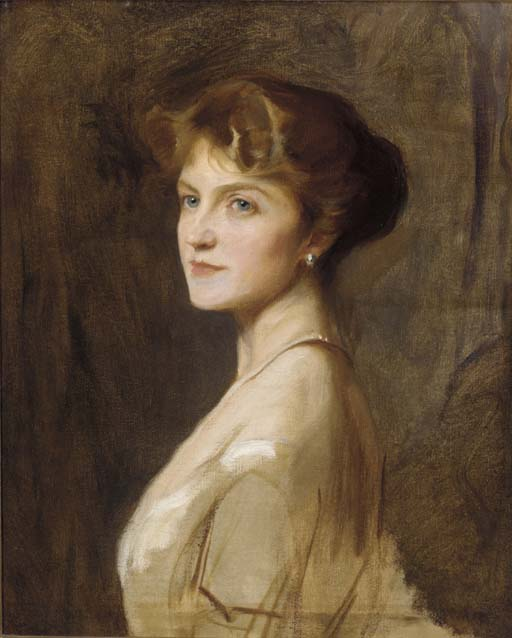
Айви Гордон-Леннокс, графиня Портленд, 1915
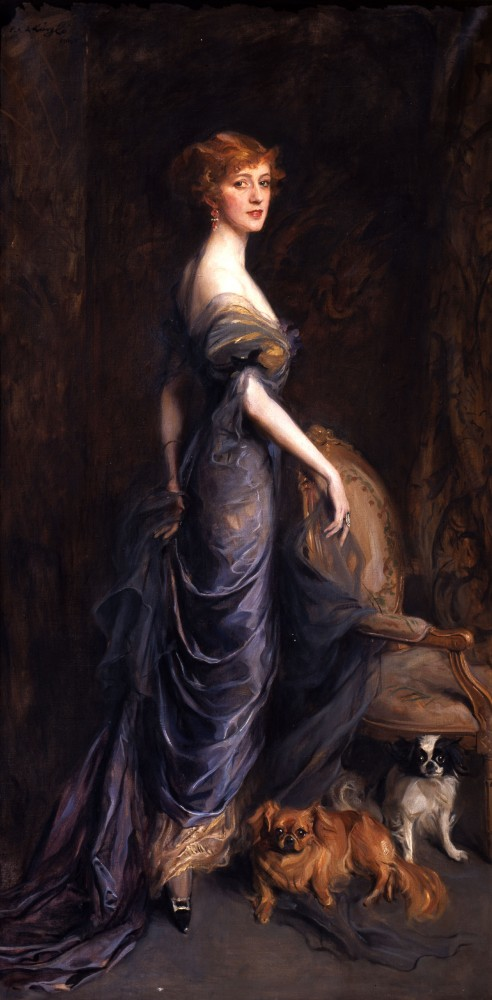
Миссис Джордж Оуэн Сэндис, 1915
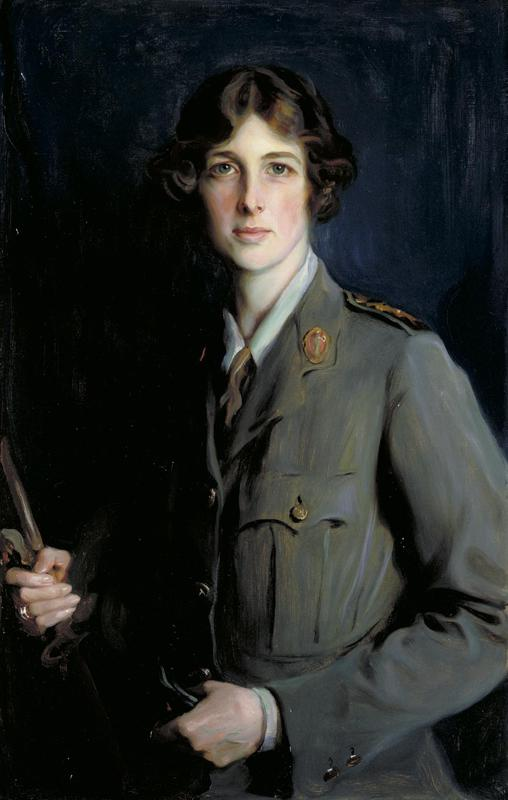
Маркиза Лондондерри в военной униформе, 1918
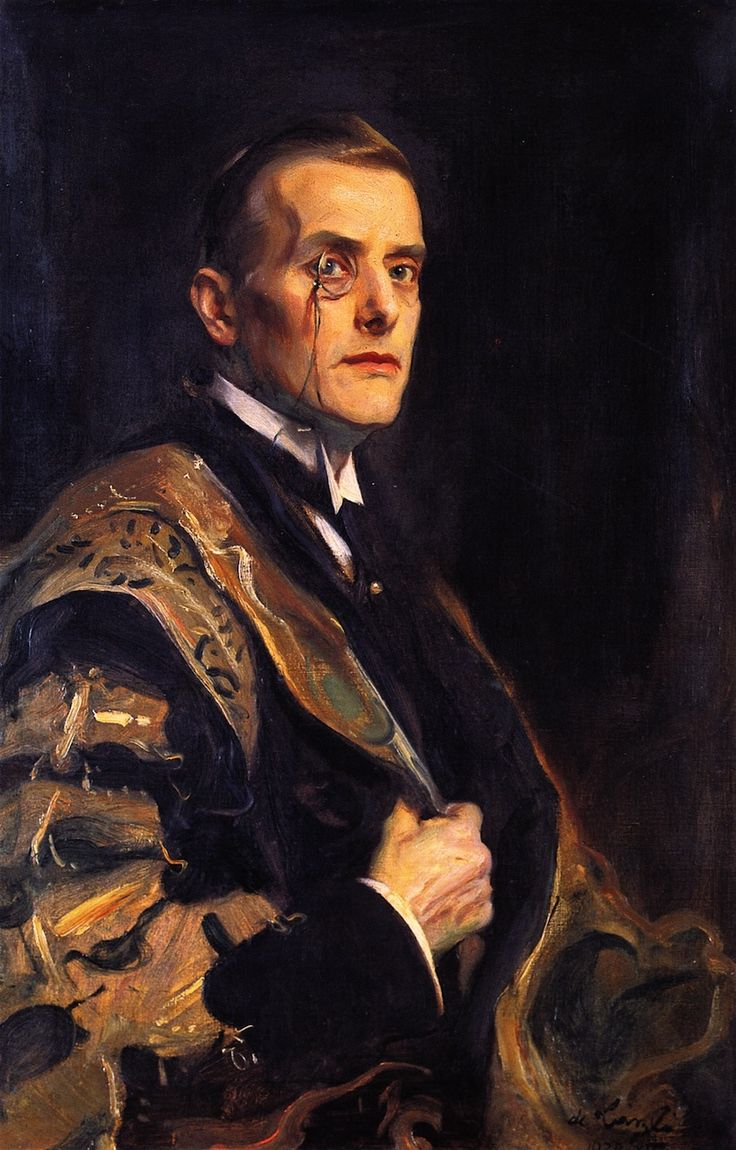
Джозеф Остин Чемберлен, 1920
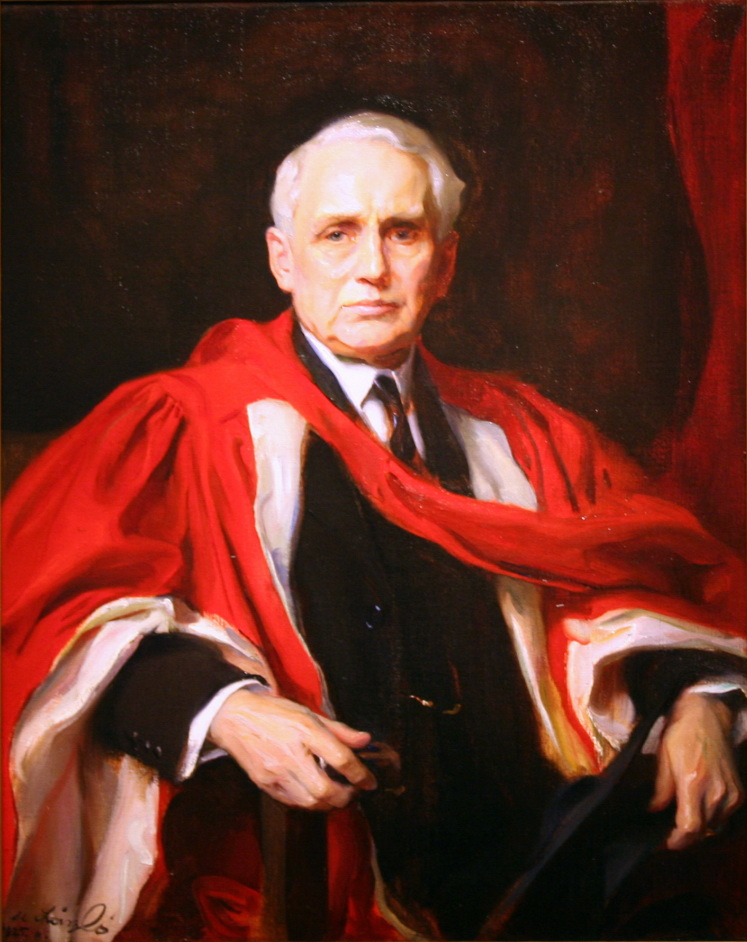
Фрэнк Биллингс Келлог, государственный секретарь США
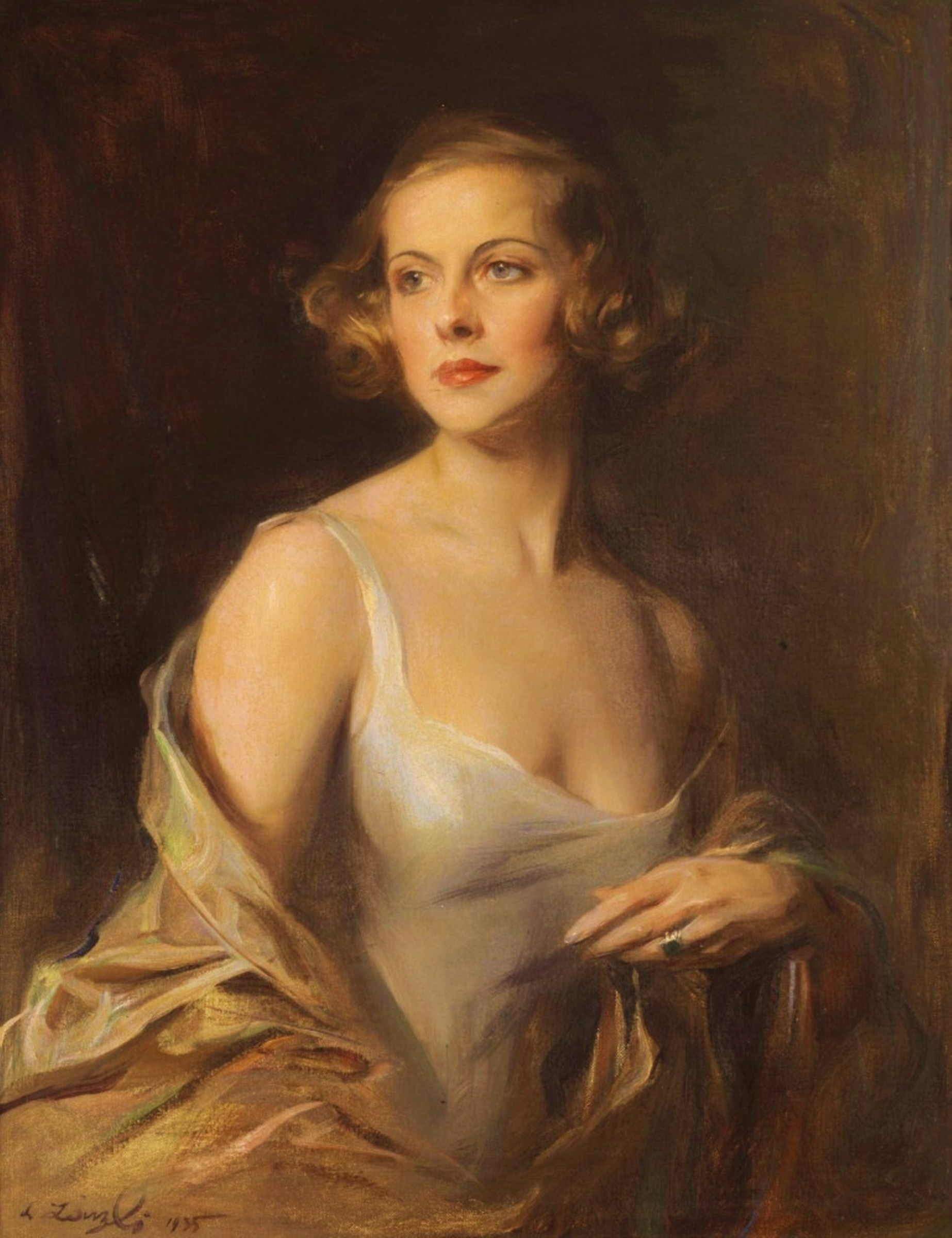
Хелен Шарлотта де Беркли-Ричард, 1935